# Misal po zakonu rimskoga dvora
Misal po zakonu rimskoga dvora (Ⰿⰹⱄⰰⰾⱏ ⱂⱁ ⰸⰰⰽⱁⱀⱆ ⱃⰹⰿⱄⰽⱁⰳⰰ ⰴⰲⱁⱃⰰ) naziv je hrvatskoga glagoljskoga prvotiska koji je dovršen 22. veljače 1483. godine, kada je prema zapisu u kolofonu njegovo tiskanje bilo završeno. Hrvatski Prvotisak (lat. editio princeps) otisnut je samo 28 godina nakon dovršetka Gutenbergove četrdesetdvoredne Biblije. Činjenica da je misal tiskan na hrvatskom crkvenoslavenskom jeziku i glagoljicom, svjedoči o društvenom, gospodarskom, kulturnom i intelektualnom potencijalu Hrvata u drugoj polovici 15. stoljeća. 

## Povijest
Unatoč svim nagađanjima, za hrvatski Prvotisak, koji je ujedno i prvi misal na Svijetu koji nije tiskan latinicom, nego nekim drugim pismom - glagoljicom, u početku se mislilo da je tiskan u Mletcima, ali u današnje vrijeme prevladala je pretpostavka kako je hrvatski prvotisak tiskan na hrvatskome tlu. Ugledni poznavatelj i povjesničar knjige Zvonimir Kulundžić u svojim je brojnim radovima i knjigama na tu temu iznio uvjerljive dokaze koji govore u prilog Kosinja kao mjesta tiskanja Misala. Ivan Mance u knjizi Kosinj - Izvorište hrvatske tiskane riječi, obrađuje sve dostupne materijale na temu kosinjske tiskare, analizira sve aktualne teze o mjestu prve tiskare u Hrvata te donosi najopsežniju kartografsku analizu Kosinja (u kontekstu tiskare) te time dodatno pozicionira Kosinj kao lokalitet prve tiskare u Hrvata i mjesto tiskanja Misala. Osim Mletaka i Kosinja, za mjesto tiskanja Misala pretpostavljani su tako Izola, Roč i Modruš u Lici. Novijim istraživanjima Ivana Mance u knjizi Kosinjska tiskara - povijesna, informacijska i kartografska studija, Kosinj postaje najutemeljeniji i najizgledniji lokalitet tiskanja Prvotiska, financiranjem Anža (Ivana) VIII Frankapana Brinjskog i radom prvog hrvatskog tiskara i autohtonog Kosinjana Ambroza Kacitića od plemena Kolunića. Tiskan je i na pergameni, te je prva hrvatska i slavenska inkunabula tiskana ne samo na papiru, nego i na pergameni. Osim toga, hrvatski je prvotisak prva hrvatska i slavenska inkunabula tiskana dvobojno, crveno i crno. Jedna je od najljepše tiskanih inkunabula uopće.
Misal prvi spominje zadarski nadbiskup Matej Karaman (1700. – 1771.), potom slovenski filolog Jernej Kopitar, a 1820. godine i bjeloruski slavist i orijentalist Mihail Bobrowski, koji duhovito primjećuje kako je "ovo prvo izdanje rjeđe od bijeloga gavrana". Bobrowski 20. listopada 1821. godine iz Pariza u pismu Jerneju Kopitaru ističe da je Misal prva knjiga u slavenskome svijetu tiskana pomičnim slovima.
Sačuvano je dvanaest nepotpunih primjeraka, od kojih se sedam čuva u Hrvatskoj. Dva u Nacionalnoj i sveučilišnoj knjižnici u Zagrebu (signature: RI-4°-62a i RI-4°-62b), dva u knjižnici Hrvatske akademije znanosti i umjetnosti (signature: Ink.-II-14a i Ink.-II-14b), jedan u samostanu Franjevaca trećoredaca glagoljaša sa Ksavera u Zagrebu (signatura: Sign. II, A, 1.), jedan u Dominikanskom samostanu na otoku Braču te jedan u Gradskoj knjižnici grada Zagreba. Izvan Hrvatske čuva se pet primjeraka. Jedan u Kongresnoj knjižnici u Washingtonu (signatura: BX2015.A5 R6 1483), jedan u ruskoj Nacionalnoj knjižnici u Sankt Peterburgu (signatura: Берч. 1), jedan Austrijskoj nacionalnoj knjižnici u Beču (signatura: Ink.1.D.14) te dva primjerka u knjižnici u Vatikanu (signature: Inc. II 733 i Inc. II 744).

## Vanjske poveznice - digitalni primjerci
- Glagoljica.hr: Misal po zakonu rimskoga dvora
- Digital Vatican Library: Missale Romanum Glagoliticum, Inc. II. 733
- Austrijska nacionalna knjižnica u Beču
- Kongresna knjižnica u Washingtonu
- HAZU: Ink-II 14 a
- HAZU: Ink-II 14 b
- Digitalizirani Pretisak Misala iz 1971. godine